# Vonbezingita
La vonbezingita és un mineral de la classe dels sulfats. Anomenat per K. Ludi Von Bezing, físic i col·leccionista de minerals.

## Classificació
Segons la classificació de Nickel-Strunz, la vonbezingita pertany a «07.D - Sulfats (selenats, etc.) amb anions addicionals, amb H₂O, amb cations de mida mitjana només; plans d'octaedres que comparteixen vores» juntament amb els següents minerals: felsőbanyaïta, langita, posnjakita, wroewolfeïta, spangolita, ktenasita, christelita, campigliaïta, devil·lina, ortoserpierita, serpierita, niedermayrita, edwardsita, carrboydita, glaucocerinita, honessita, hidrohonessita, motukoreaita, mountkeithita, shigaïta, wermlandita, woodwardita, zincaluminita, hidrowoodwardita, zincowoodwardita, natroglaucocerinita, nikischerita, lawsonbauerita, torreyita, mooreïta, namuwita, bechererita, ramsbeckita, redgillita, calcoalumita, nickelalumita, kyrgyzstanita, guarinoïta, schulenbergita, theresemagnanita, UM1992-30-SO:CCuHZn i montetrisaïta.

## Característiques
La vonbezingita és un sulfat de fórmula química Ca₆Cu₃(SO₄)₃(OH)₁₂·2H₂O. Cristal·litza en el sistema monoclínic. La seva duresa a l'escala de Mohs és 4.

## Formació i jaciments
Es forma durant períodes d'evaporació d'aigües de superfície a temperatura ambient i pressió atmosfèrica. Ha estat descrita només a la seva localitat tipus: a la mina Wessels, Cap Septentrional, Sud-àfrica